# USS Alaska (CB-1)
O USS Alaska foi um cruzador de batalha operado pela Marinha dos Estados Unidos e a primeira embarcação da Classe Alaska, seguido pelo USS Guam. Sua construção começou em dezembro de 1941 nos estaleiros da New York Shipbuilding Corporation e foi lançado ao mar em agosto de 1943, sendo comissionado em junho do ano seguinte. Era armado com uma uma bateria principal composta por nove canhões de 305 milímetros em três torres de artilharia triplas, tinha um deslocamento carregado de mais de 34 mil toneladas e alcançava uma velocidade máxima de 33 nós.
O Alaska entrou em serviço no final da Segunda Guerra Mundial e consequentemente teve uma atuação bem limitada. Ele participou de operações durante as Batalhas de Iwo Jima e Okinawa entre fevereiro e julho de 1945, incluindo proporcionar defesa antiaérea para os porta-aviões e realizar ações de bombardeio litorâneo. Em seguida patrulhou o Mar da China Oriental e o Mar Amarelo. Depois do fim da guerra ajudou na ocupação da Coreia e transportou tropas de volta para casa. Foi descomissionado em fevereiro de 1947 e mantido inativo na reserva até ser desmontado em 1961.

## Características

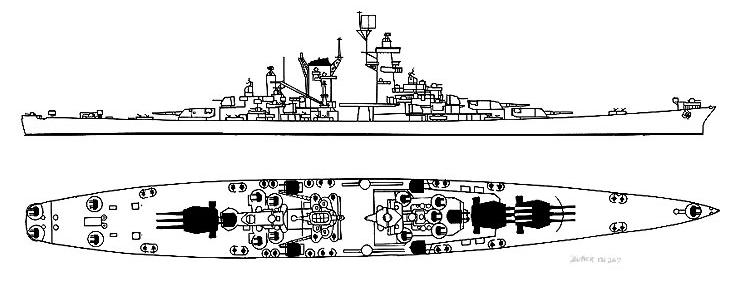
Desenho da Classe Alaska

O Alaska tinha 246,43 metros de comprimento de fora a fora, uma boca de 27,76 metros e um calado de 9,7 metros. Seu deslocamento projetado era de 30 257 toneladas, enquanto o deslocamento carregado era de 34 803 toneladas. Seu sistema de propulsão consistia em oito caldeiras Babcock & Wilcox de tubos d'água que alimentavam quatro conjuntos de turbinas a vapor General Electric, cada um girando uma hélice. A potência indicada era de 150 mil cavalos-vapor (110 mil quilowatts), proporcionando uma velocidade máxima de 33 nós (61 quilômetros por hora). Sua autonomia era de doze mil milhas náuticas (22 mil quilômetros) a quinze nós (28 quilômetros por hora). Era equipado com duas catapultas de aeronaves à meia-nau, operando quatro hidroaviões Vought OS2U Kingfisher ou Curtiss SC Seahawk. Sua tripulação tinha 1 517 oficiais e marinheiros.
O armamento principal consistia em nove canhões Marco 8 calibre 50 de 305 milímetros montados em três torres de artilharia triplas, duas sobrepostas à vante e uma à ré. A bateria secundária era composta por doze canhões de duplo-propósito Marco 28 calibre 38 de 127 milímetros em seis torres de artilharia duplas, duas na linha central sobrepostas às torres principais, à vante e à ré, mais duas em cada lateral da superestrutura. A bateria antiaérea leve tinha 56 canhões Bofors de 40 milímetros em montagens quádruplas e 34 canhões Oerlikon 20 de milímetros em montagens únicas. O cinturão principal de blindagem tinha 229 milímetros de espessura na parte central do casco, onde protegia as salas de máquinas e depósitos de munição, afinando-se para 127 milímetros em cada extremidade. O convés principal tinha 97 a 102 milímetros, enquanto a torre de comando tinha laterais de 270 milímetros. As torres de artilharia principais tinham frentes de 325 milímetros, tetos de 130 milímetros, laterais de 133 a 152 milímetros e traseira de 133 milímetros.

## História
O Alaska foi autorizado em 19 de julho de 1940 e encomendado em 9 de setembro. Seu batimento de quilha ocorreu em 17 de dezembro de 1941 na New York Shipbuilding Corporation em Camden, Nova Jérsei. Foi lançado ao mar em 15 de agosto de 1943 e batizado por Dorothy Smith Gruening, esposa de Ernest Gruening, o governador do Território do Alasca. Seguiram-se os trabalhos de equipagem e a embarcação foi comissionada no dia 17 de junho de 1944, com o capitão Peter K. Fischler no comando.

### Segunda Guerra

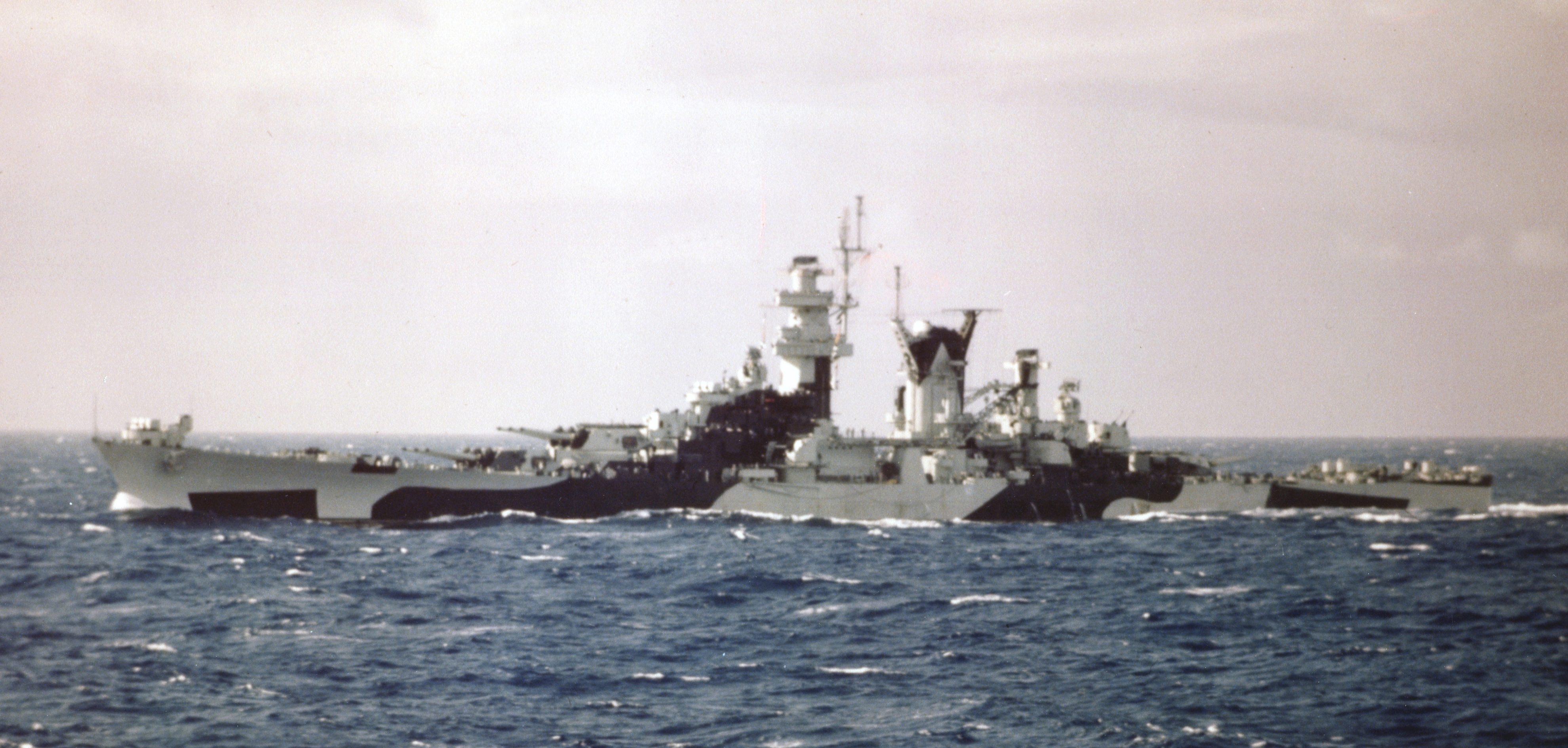
O Alaska durante seu cruzeiro de testes marítimos em agosto de 1944

O navio navegou para Hampton Roads logo depois de entrar em serviço, sendo escoltado pelos contratorpedeiros USS Simpson e USS Broome. Ele então seguiu para seu cruzeiro de testes, primeiro na Baía de Chesapeake e então para o Mar do Caribe, próximo de Trinidad. Durante o cruzeiro foi escoltado pelos contratorpedeiros USS Bainbridge e USS Decatur. O Alaska então foi para o Estaleiro Naval da Filadélfia, na Pensilvânia, para algumas pequenas alterações, incluindo a instalação de diretórios de controle de disparo Marco 57 para sua bateria secundária. Deixou Filadélfia em 12 de novembro na companhia do contratorpedeiro USS Thomas E. Fraser, prosseguindo para duas semanas de testes marítimos na Baía de Guantánamo, em Cuba. A embarcação partiu para o Oceano Pacífico em 2 de dezembro, atravessando o Canal do Panamá dois dias depois e chegando em San Diego, na Califórnia, em 12 de dezembro. Seus artilheiros treinaram bombardeios litorâneos e defesa antiaérea enquanto estava no local.
O Alaska partiu para o Havaí em 8 de janeiro de 1945, chegando em Pearl Harbor no dia 13. Participou no local de mais exercícios treinamentos e então foi designado para o Grupo de Tarefas 12.2, que partiu para Ulithi, nas Ilhas Carolinas, em 29 de janeiro. A formação chegou no destino em 6 de fevereiro e foi fundida ao Grupo de Tarefas 58.5, parte da Força Tarefa 58, também chamada de Força Tarefa de Porta-Aviões Rápidos. O Grupo de Tarefas 58.5 foi encarregado da defesa antiaérea dos porta-aviões; o Alaska foi designado para a proteção do USS Saratoga e USS Enterprise. A frota seguiu para o Japão em 10 de fevereiro afim de realizar ataques aéreos contra Tóquio e campos de pouso próximos. Os japoneses não atacaram os norte-americanos durante a ação. Depois disso o Alaska foi transferido para o Grupo de Tarefas 58.3 e designado para dar apoio à invasão de Iwo Jima. Atuou como escolta dos porta-aviões por dezenove dias, retornando então para Ulithi a fim de reabastecer.
O navio permaneceu com o Grupo de Tarefas 58.3 para a Batalha de Iwo Jima, sendo designado para proteger os porta-aviões USS Yorktown e USS Intrepid. A frota deixou Ulithi em 14 de março e quatro dias depois chegou em seu área de operações ao sudeste de Kyūshū. Os primeiros ataques aéreos contra Okinawa começaram no mesmo dia contra alvos em terra, com os japoneses lançando um grande ataque contra as embarcações norte-americanas. Os artilheiros antiaéreos do Alaska abateram um bombardeiro Yokosuka P1Y que tentou bater no Intrepid. Pouco depois o cruzador de batalha foi avisado que aeronaves norte-americanas estavam na área. Seus artilheiros avistaram um avião não-identificado aproximadamente dez minutos depois que eles acreditaram estar se aproximando de maneira agressiva, abatendo-o. Este era na verdade um caça norte-americano Grumman F6F Hellcat, mas o piloto conseguiu escapar ileso. Durante a tarde o Alaska abateu um bombardeiro de mergulho Yokosuka D4Y.

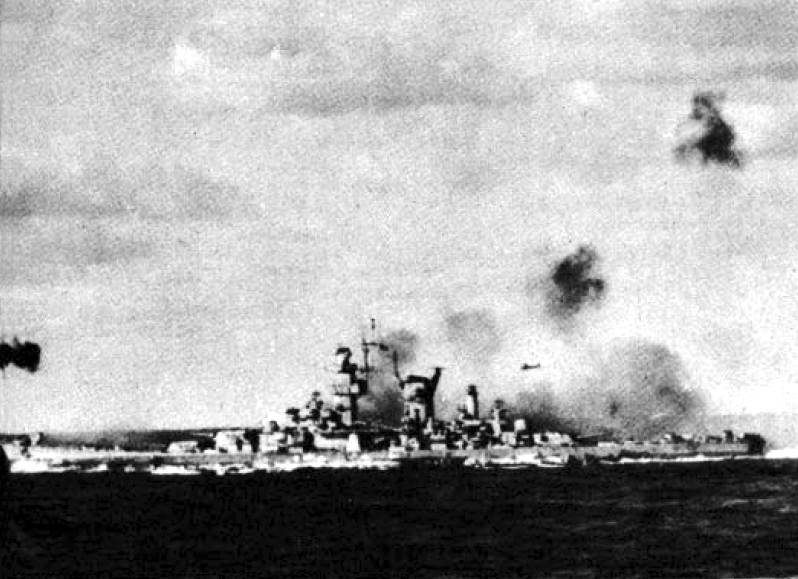
O Alaska durante um ataque aéreo

O porta-aviões USS Franklin foi seriamente danificado no dia seguinte por várias bombas e um kamikaze. O Alaska e seu irmão USS Guam, dois cruzadores e vários contratorpedeiros foram destacados para criar a Unidade de Tarefas 58.2.9 a fim de escoltar o Franklin de volta para Ulithi. Um D4Y atacou o porta-aviões no caminho, porém foi abatido. Durante esta ação, disparos das armas de 127 milímetros do Alaska causaram queimaduras em vários tripulantes que estavam próximos, as únicas baixas que sofreu durante a guerra. A embarcação usou seu radar de varredura aérea para vetorar caças com o objetivo de interceptar um bombardeiro Kawasaki Ki-45. Os navios chegaram em Ulithi em 22 de março e o Alaska foi destacado para voltar ao Grupo de Tarefas 58.4.
Ele continuou a escoltar porta-aviões em Okinawa. Foi destacado em 27 de março para um bombardeio litorâneo em Minamidaitō junto do Guam, dois cruzadores rápidos e vários contratorpedeiros. Disparou 45 projéteis de 305 milímetros e 352 de 127 milímetros na noite de 27 para 28 de março. As embarcações voltaram para o Grupo de Tarefas 58.3 em um ponto de reabastecimento, depois do qual retornaram a Okinawa para dar apoio aos desembarques, que começaram em 1º de abril. O Alaska abateu uma aeronave na noite de 11 de abril, ajudando na destruição de outra, que supostamente era uma bomba pilotada Yokosuka MXY-7 Ohka. Abateu outros três aviões no dia 16 e ajudou na destruição de outros três. O cruzador de batalha usou sua artilharia antiaérea pelo restante do mês para afastar bombardeiros japoneses.
O Alaska voltou para Ulithi em 14 de maio para reabastecer e então foi designado para o Grupo de Tarefas 38.4, a reorganizada força de porta-aviões. Voltou para Okinawa e continuou seu papel de defesa antiaérea. Ele e o Guam bombardearam Okidaitō em 9 de junho. O Grupo de Tarefas 38.4 então navegou para a Baía de São Pedro no Golfo de Leyte para descanso e manutenção; o cruzador de batalha permaneceu no local de 13 de junho a 13 de julho, quando foi designado junto com o Guam para a Força Tarefa 95. Os dois realizaram uma varredura do Mar da China Oriental e do Mar Amarelo a partir de 16 de julho com o objetivo de afundar navios japoneses, mas tiveram apenas um sucesso limitado e retornaram para a frota no dia 23. Em seguida juntaram-se a uma grande incursão no estuário do rio Yangtzé junto com três couraçados e três porta-aviões de escolta. A operação novamente foi um sucesso limitado. A guerra terminou em meados de agosto. O Alaska foi condecorado com três estrelas de batalha por seu serviço.

### Pós-guerra

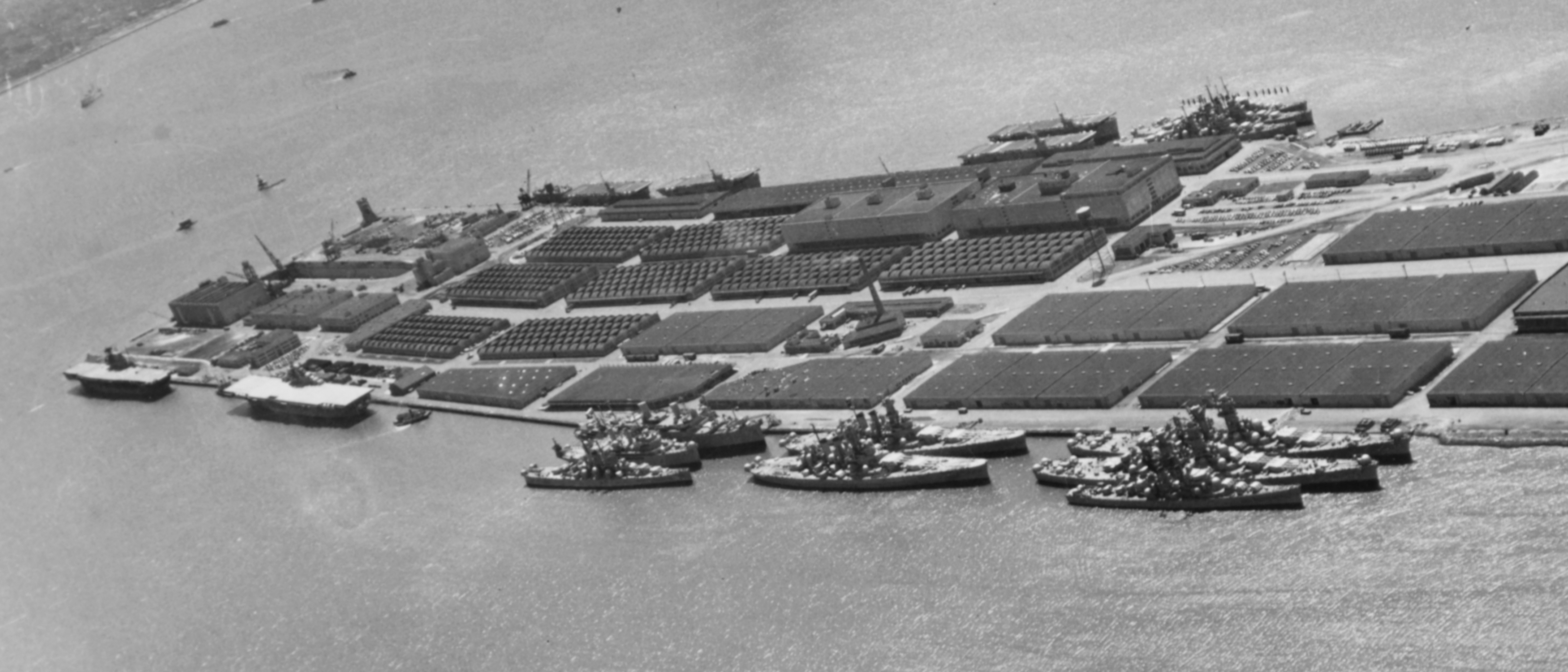
Navios da reserva dos Estados Unidos em Bayonne em 15 de abril de 1953; o Alaska e o Guam são os dois navios grandes embaixo

O Alaska deixou Okinawa em 30 de agosto para fazer parte da força de ocupação da Sétima Frota. Chegou em 8 de setembro em Incheon, na Coreia, dando apoio à operações do Exército dos Estados Unidos até o dia 26, quando partiu para Qingdao, na China, onde chegou no dia seguinte. Deu apoio para o Corpo de Fuzileiros Navais até 13 de novembro, quando voltou para Incheon a fim de embarcar soldados do exército na Operação Tapete Mágico, a repatriação em massa de milhões de soldados de volta aos Estados Unidos. O Alaska seguiu para São Francisco, na Califórnia, parando brevemente em Pearl Harbor. Depois disso atravessou o Canal do Panamá em 13 de dezembro e chegou no Estaleiro Naval de Boston no dia 18, onde preparações foram feitas para colocá-lo na reserva. Deixou Boston em 1º de fevereiro de 1946 e rumou para Bayonne, em Nova Jérsei, onde chegou no dia seguinte. Foi tirado do serviço ativo em 13 de agosto, mas apenas formalmente descomissionado em 17 de fevereiro do ano seguinte.
O Escritório de Navios preparou em 1958 dois estudos de viabilidade com o objetivo de avaliar se os dois cruzadores de batalha da Classe Alaska poderiam ser convertidos em cruzadores de mísseis guiados. O primeiro estudo teria a remoção de todos os canhões em favor de quatro sistemas diferentes de mísseis ao custo de 160 milhões de dólares, porém isto foi considerado muito caro e um segundo estudo foi encomendado e realizado. Este, por sua vez, deixaria os canhões de vante no lugar, tanto as duas torres principais de 305 milímetros quanto a única secundária de 127 milímetros, implementando uma versão reduzida do primeiro plano na popa. Isto custaria 82 milhões de dólares, o que também foi considerado muito caro. Consequentemente, as propostas de conversão foram abandonadas e o Alaska foi removido do registro naval em 1º de junho de 1960. Foi vendido no dia 30 para a Lipsett Division of Luria Brothers de Nova Iorque, sendo desmontado no ano seguinte.